# Protea cynaroides
Protea cynaroides este o plantă cu flori. Este un membru distinctiv al genul Protea, având cel mai mare calatidiu din genul respectiv. Are o distribuție geografică vastă în sud-vestul și sudul Africii de Sud, în regiunea fynbos. 
Protea cynaroides este floarea națională a Africii de Sud. Este și planta emblematică al proiectului Protea Atlas, derulat de Institutul Botanic Național din Africa de Sud (South African National Botanical Institute). 
Protea cynaroides are mai multe feluri de culoare, iar horticultorii au identificat 81 de soiuri de grădină, dintre care unele au fost plantate în mod abuziv în gama sa naturală. La unele soiuri, rozul florilor și marginile roșii ale frunzelor sunt înlocuite cu un galben cremos. Această floare neobișnuită are o durată lungă de viață în aranjamente florale și este considerată o floare uscată excelentă. 
Protea cynaroides este adaptată pentru a supraviețui incendiilor prin ajutorul tulpinii sale subterane groase, care conține multe muguri latente. După un incendiu, planta crește din nou din acestea. 

## Taxonomie
Protea cynaroides este o specie de protea din familia imensă Proteaceae. Familia cuprinde aproximativ 80 de genuri cu aproximativ 1.600 de specii. De asemenea, familia are o distribuție geografică care acoperă zona fostului supercontinent Gondwana, ceea ce înseamnă că este răspândit în principal în emisfera sudică, din Africa de Sud, în Australia, până în America de Sud, deși anumite specii se găsesc și în Africa ecuatorială, India, Asia sudică și Oceania.
Protea cynaroides este în continuare plasat în subfamilia Proteoideae, care se găsește în principal în Africa de Sud. Această subfamilie este definită ca având specii care au rădăcini proteoide, ovule solitare și fructe indehiscente. Proteoideae este împărțit în patru triburi: Conospermeae, Petrophileae, Proteae și Leucadendreae. Genul Protea, și prin umare specia P. cynaroides, aparțin tribului Proteae.

## Etimologie
Numele familiei de plante Proteaceae, precum și genul Protea, din care face parte și P. cynaroides, derivă din numele zeului grec Proteus, zeitate care a fost capabilă să se schimbe între mai multe forme. Aceasta este o imagine adecvată, deoarece familia și genul sunt cunoscute pentru varietatea uimitoare și diversitatea lor de flori și frunze. 
Epitetul specific cynaroides se referă la aspectul de anghinare al calatidiilor: anghinarea aparține genului Cynara. 

## Descriere
P. cynaroides este un arbust lemnos, cu tulpini groase și frunze mari și lucioși de culoare verde închis. Majoritatea plantelor au un metru înălțime când sunt mature, dar pot varia în funcție de localitate și habitat de la 0,35 m până la 2 m  în înălțime. Florile plantei sunt de fapt inflorescențe simple de calatidii cu o colecție de flori în centru, înconjurate de bractee mari colorate, de la aproximativ 120 mm până la 300 mm în diametru. Plantele mari și viguroase produc între șase și zece calatidii într-un singur sezon, deși unele plante excepționale pot produce până la 40 de calatidii pe o singură plantă. Culoarea bracteelor variază de la un alb cremos până la un cărămiziu închis, dar bracteele roz pal cu o strălucire argintie sunt cele mai apreciate.

## Ecologie
Protea cynaroides crește într-un mediu dur, cu veri secetoase și calde și ierni umede și reci. Mai multe adaptări includ frunze tari și lucioase, care ajută la prevenirea pierderii excesive de umiditate, și o rădăcină pivotantă și mare care pătrunde adânc în sol pentru a ajunge la umiditatea subterană. La fel ca majoritatea celorlalte plante proteaceae, P. cynaroides are rădăcini proteoide, care sunt rădăcini care formează grupuri dense de rădăcini laterale scurte; acesta pot avea o grosimă de 2-5 cm, chiar sub masa litierei. Acestea îmbunătățesc solubilizarea nutrienților, permițând astfel absorbția de nutrienți în solurile din habitatul său nativ de fynbos care au conținut scăzut de nutrienți și de fosfor. 
Florile plantei sunt o sursă de hrană pentru o serie de păsări nectarivore, în principal păsările soarelui și păsările mâncătoare de miere, inclusiv pasărea Anthobaphes violacea, pasărea Cinnyris chalybeus, pasărea Nectarinia famosa și pasărea Promerops cafer. Pentru a ajunge la nectar, pasărea trebuie să-și împingă ciocul în inflorescență. Pe măsură ce face acest lucru, ciocul și fața sa sunt periate cu polen, permițând astfel o posibilă polenizare. 

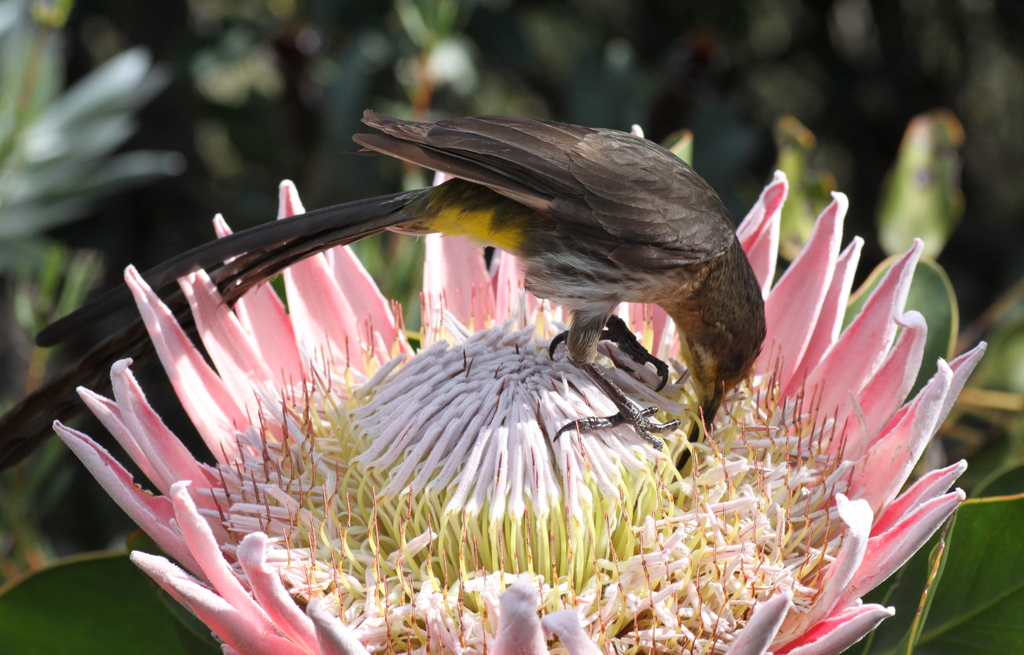
Un promerop cape (Promerops cafer), o mâncătoarea de miere, se hrănește din floare.

Alături de păsări, o mulțime de insecte sunt atrase de calatidiul, cum ar fi albinele, de exemplu albina Apis mellifera capensis, și diverse specii de gândac, cum ar fi gândacii stafilinide și gândacii scarabeu (de ex. gândacul protea Trichostetha fascicularis și gândacul Hopliini).
Ca multe alte specii de Protea, P. cynaroides este adaptat la un mediu în care focurile de tufiș sunt esențiale pentru reproducere și regenerare. Majoritatea speciilor Protea pot fi plasate într-una din două grupuri în funcție de răspunsul lor la foc: primul grup fiind speciile care sunt ucise de foc, dar focul declanșează, de asemenea, eliberarea băncii lor de semințe de baldachin, promovând astfel recrutarea generației următoare; și al doilea grup fiind speciile care supraviețuiesc focul, crescând din nou dintr-un lignotuber sau, mai rar, muguri epicormici protejați de coaja groasă. P. cynaroides face parte din al doilea grup, deoarece crește noi tulpini de la muguri în tulpina sa subterană și groasă după un incendiu.

## Simbol național
Protea cynaroides este floarea națională din Africa de Sud  și, ca atare, își dă numele echipei naționale de crichet, al cărei poreclă este "Proteas". La începutul anilor '90 a avut loc o dezbatere politică despre cum și dacă floarea ar trebui să fie încorporată pe tricourile echipei naționale de rugby, pentru a înlocui eventual logo-ul controversat cu antilopul springbok. 

## Galerie de imagini

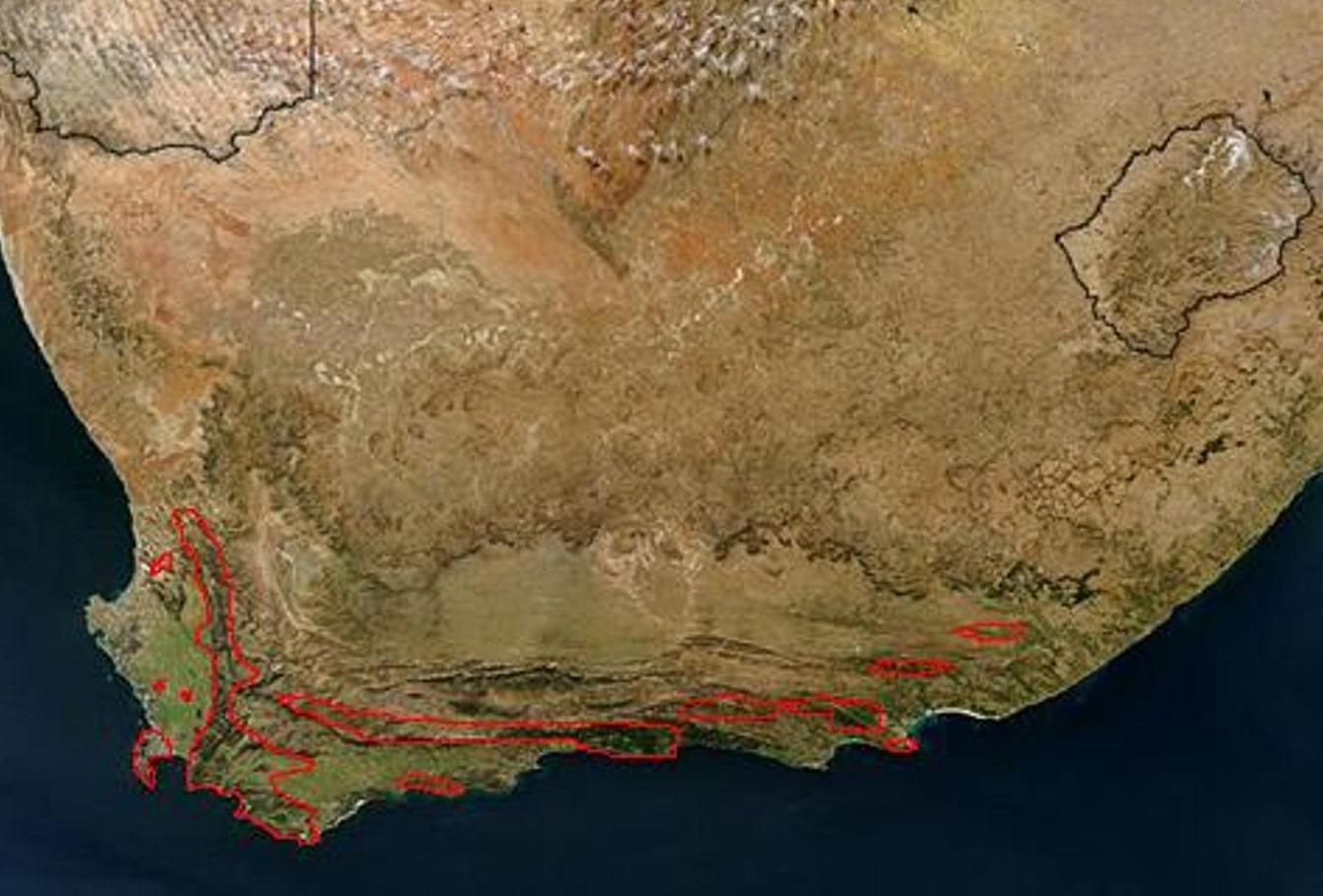
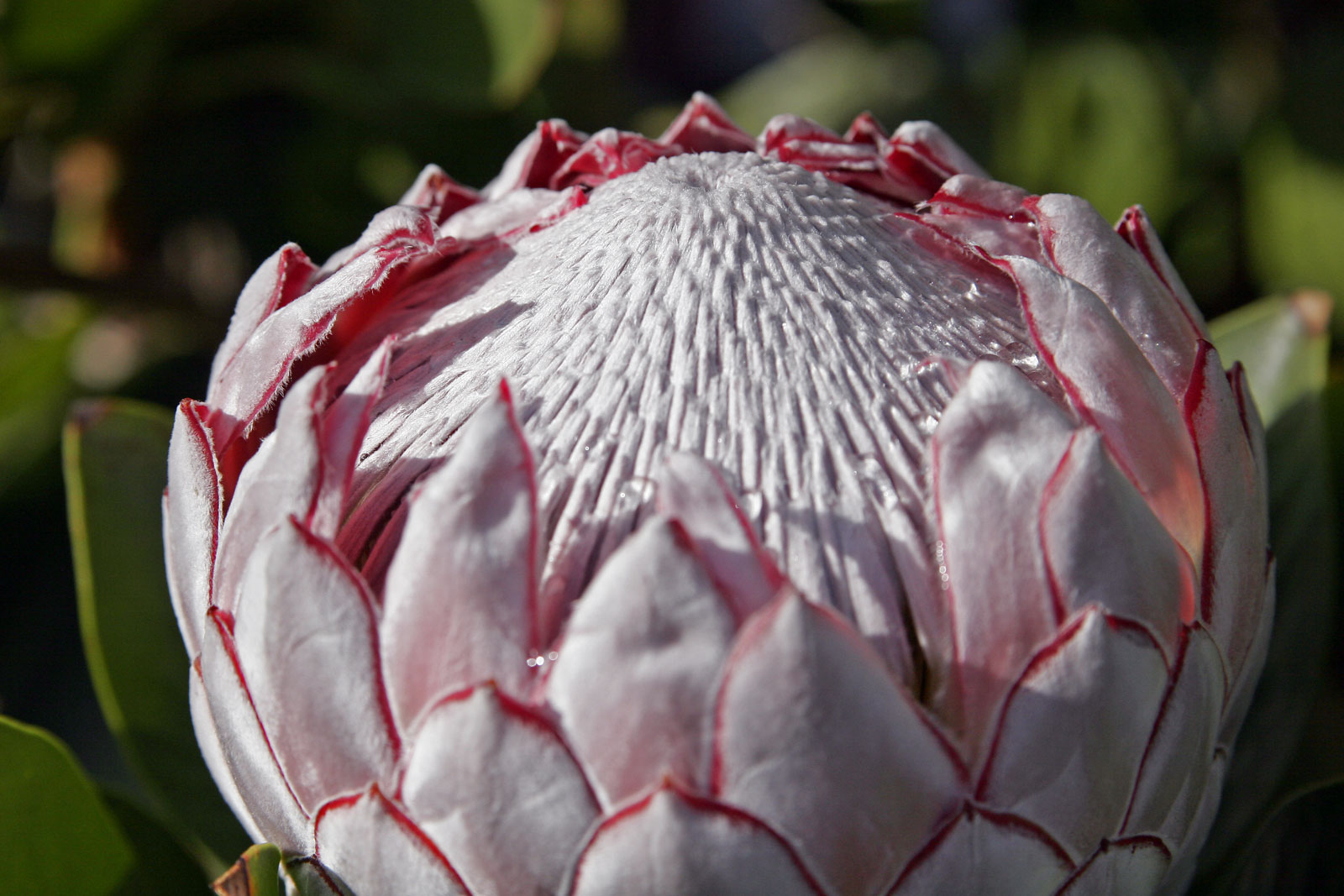
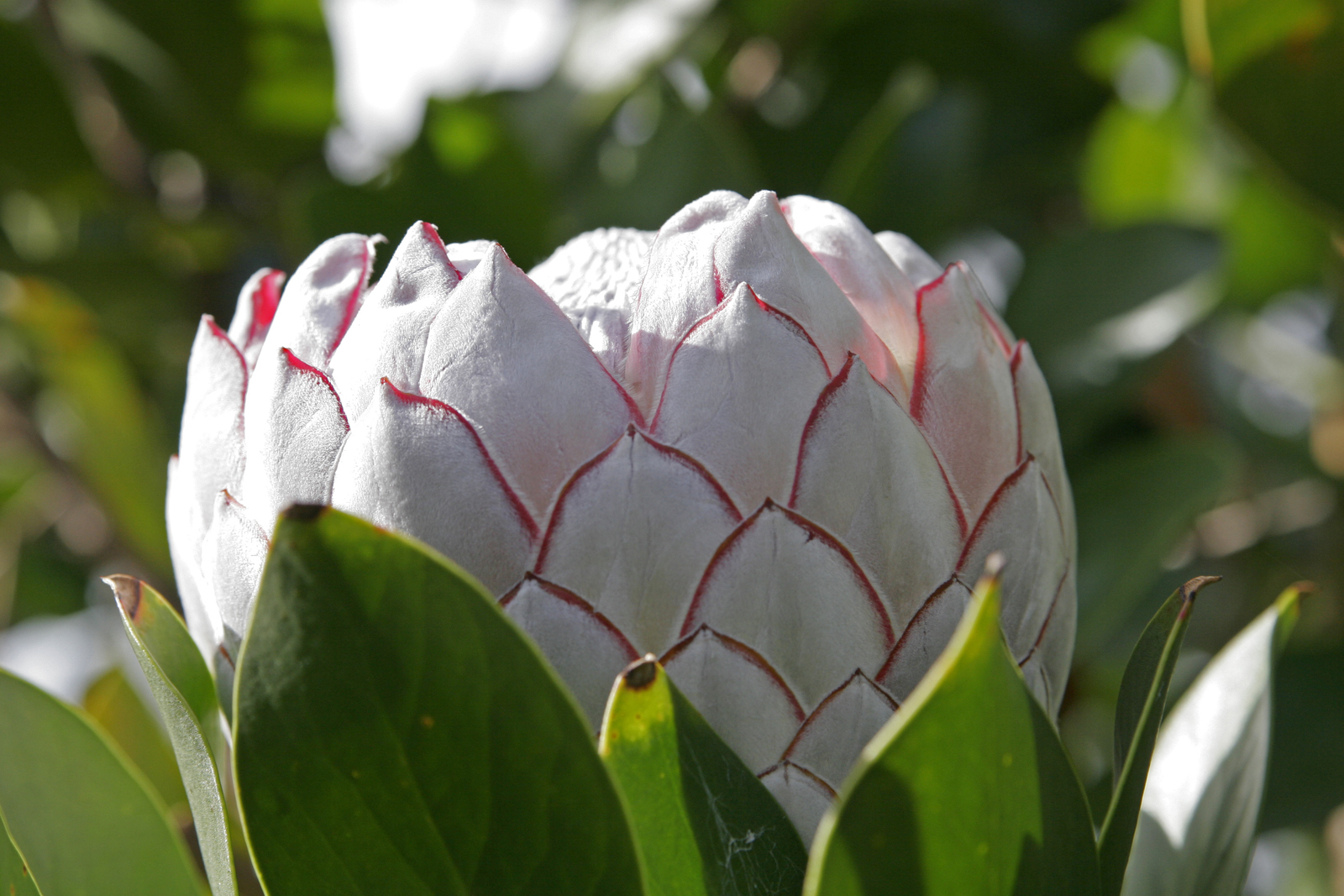
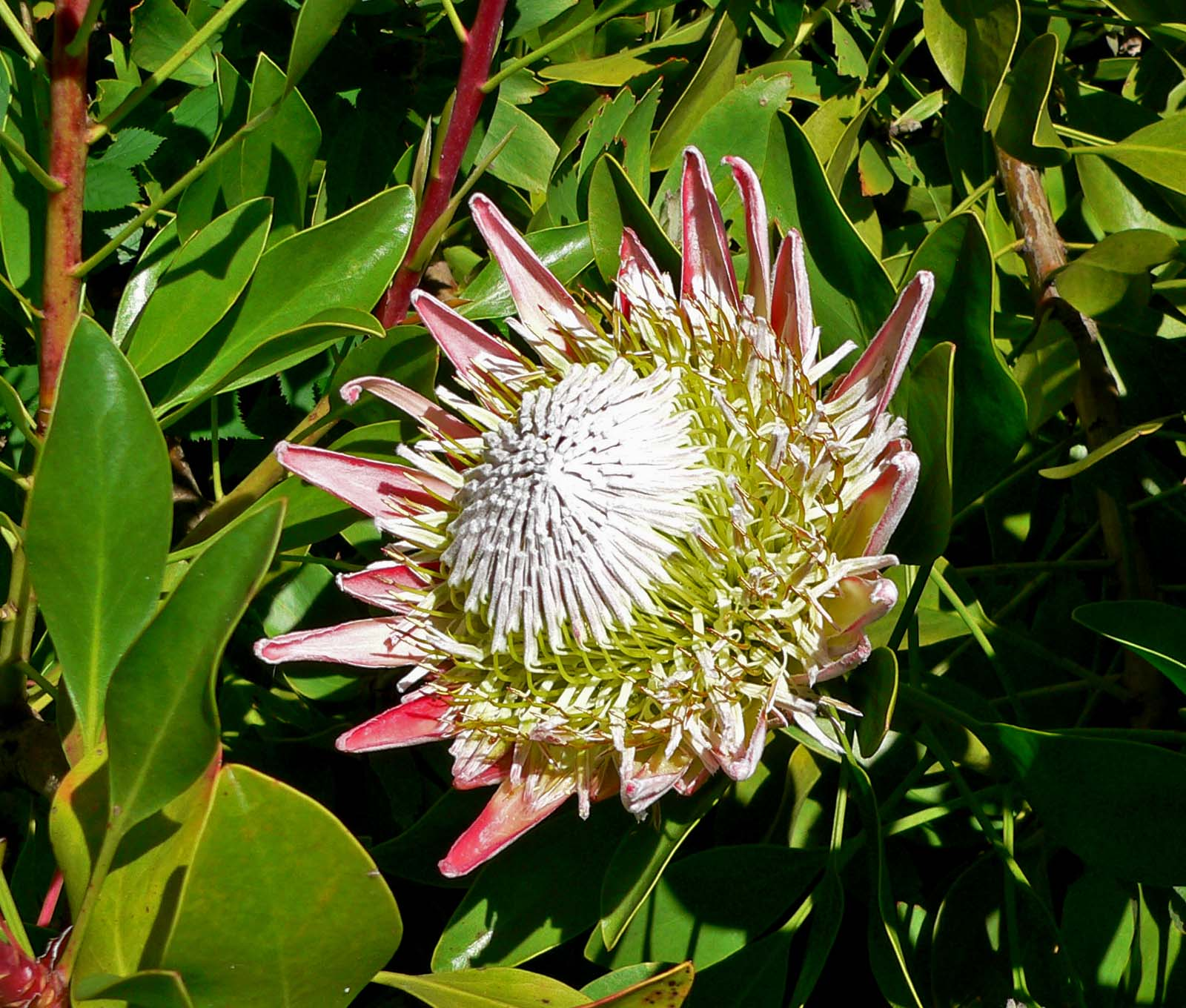
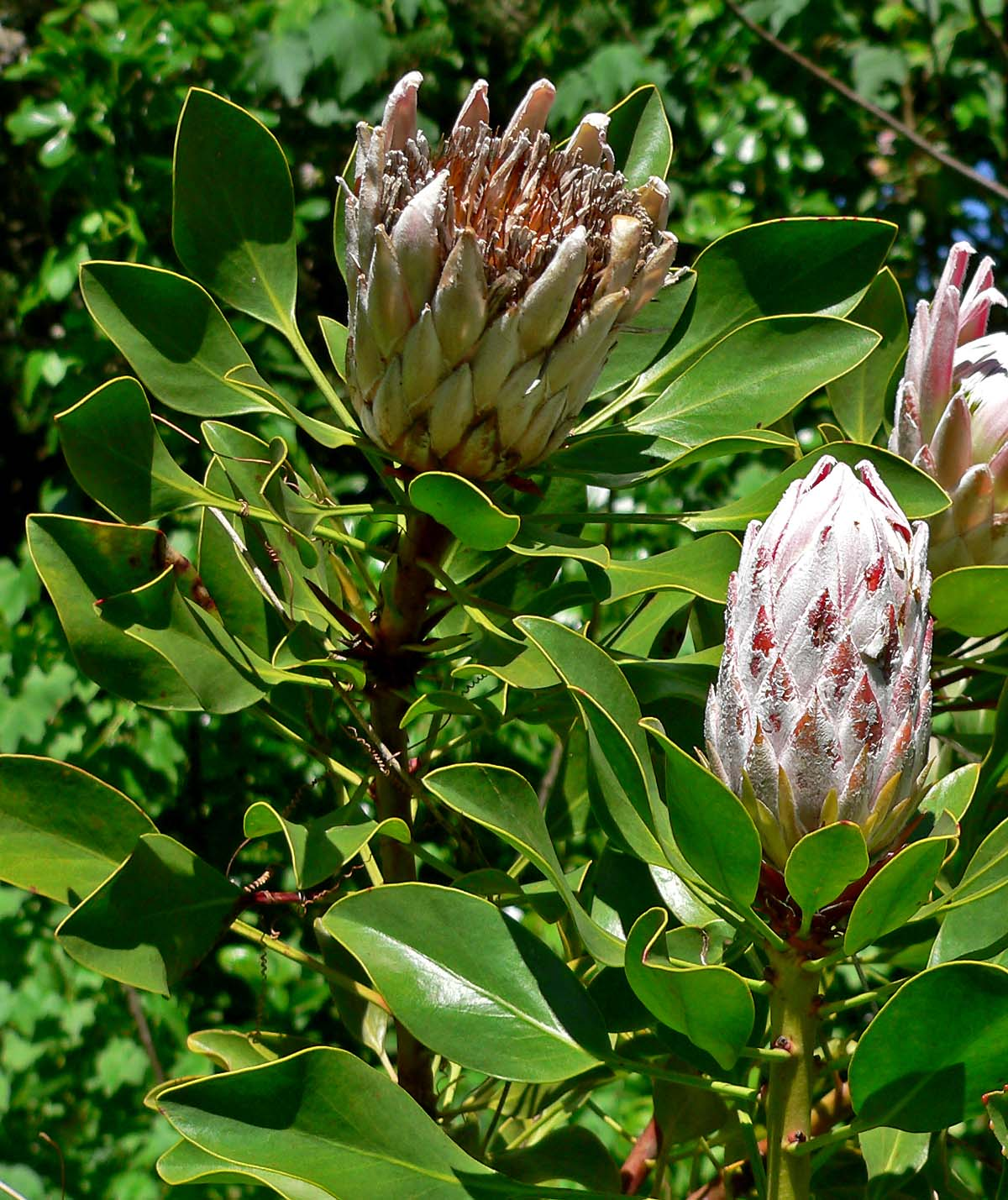
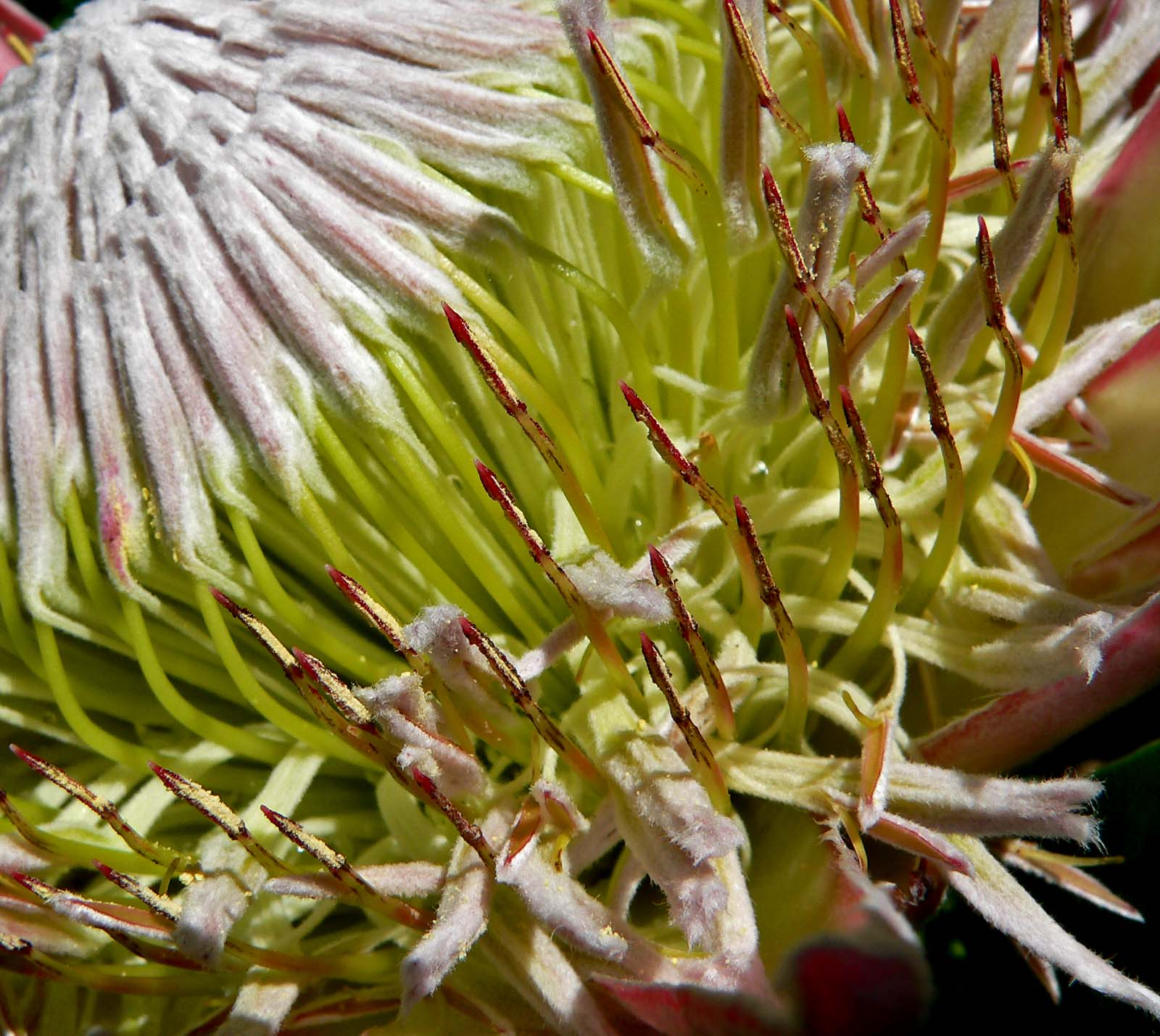
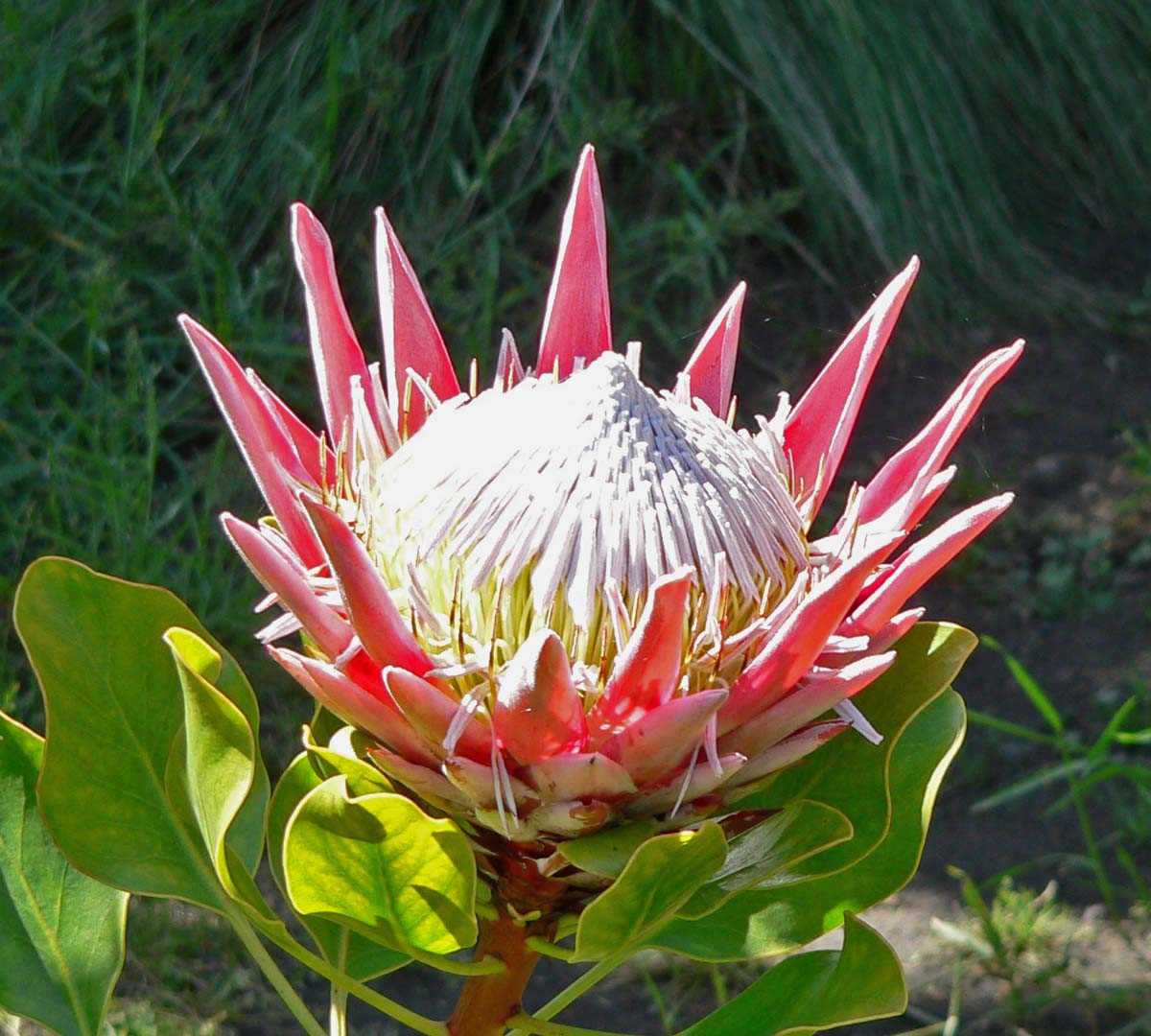
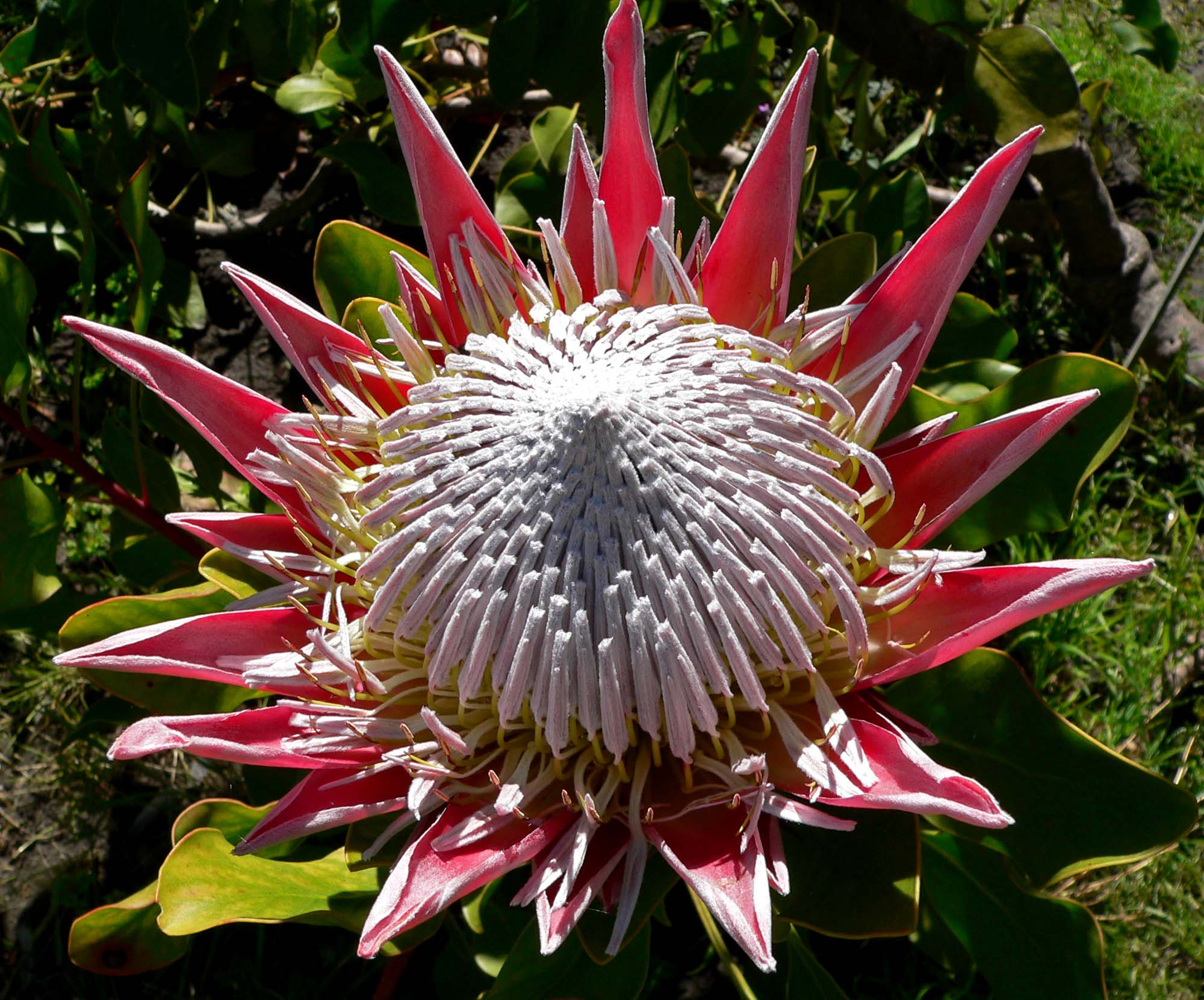
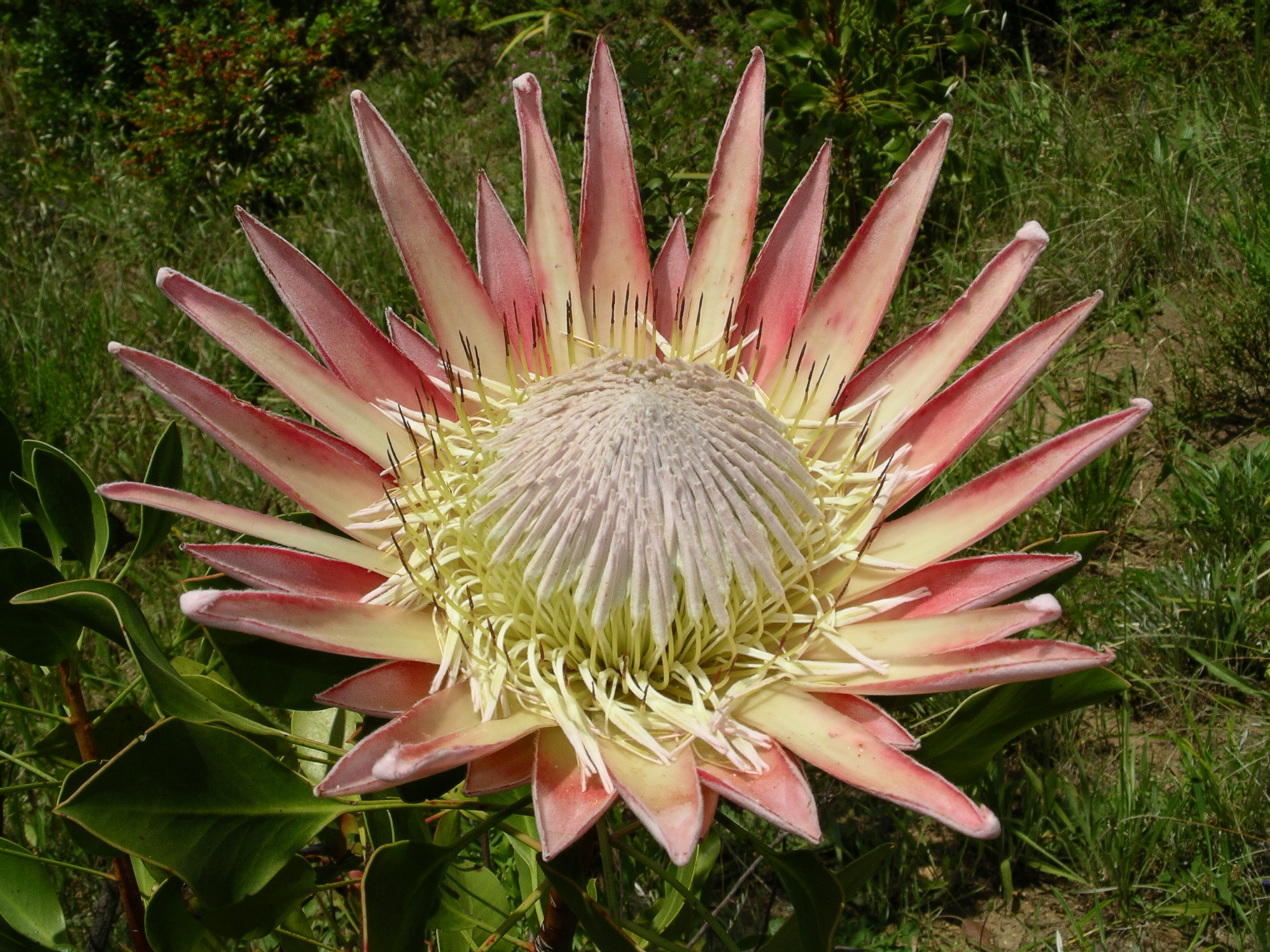
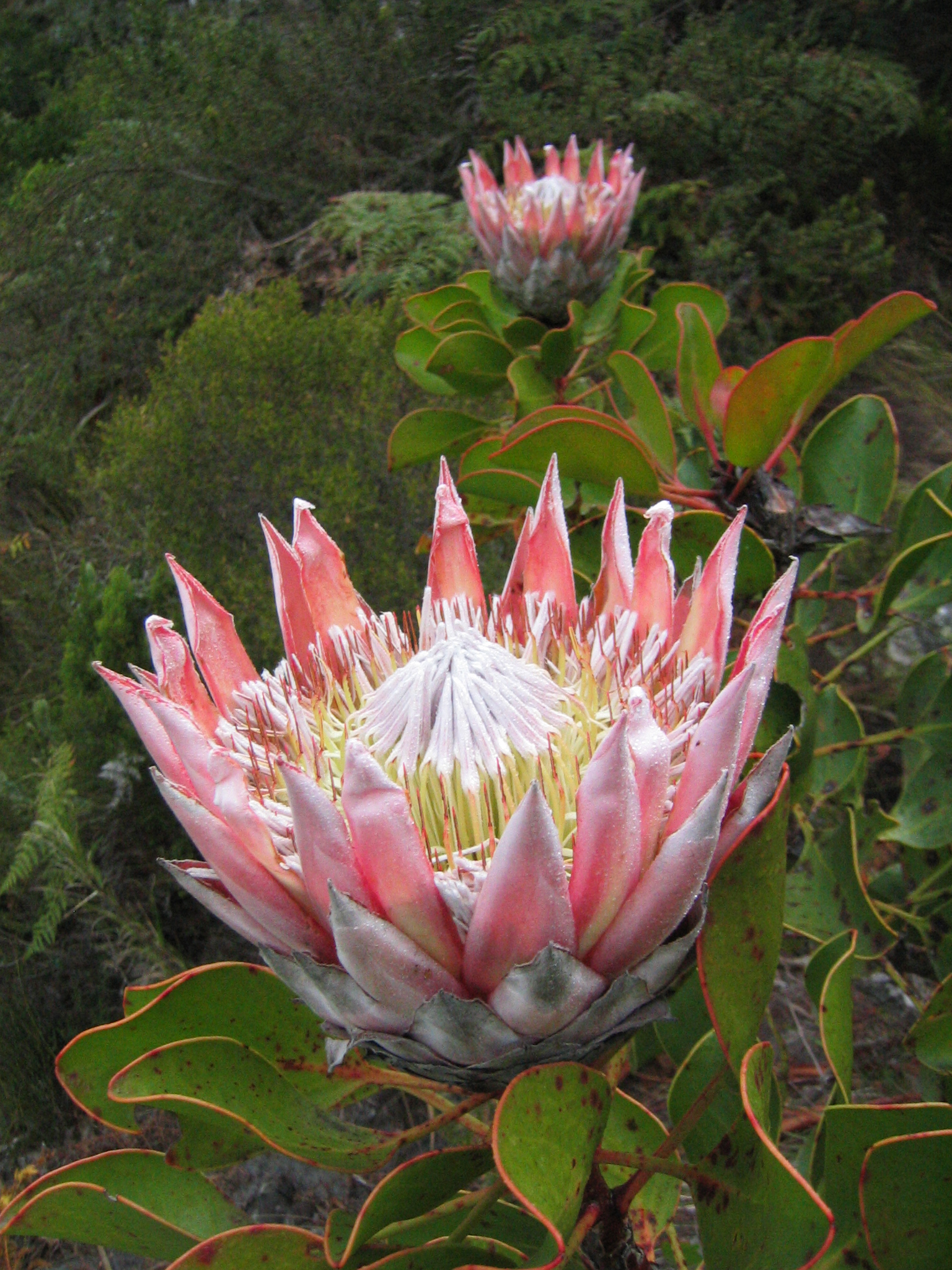
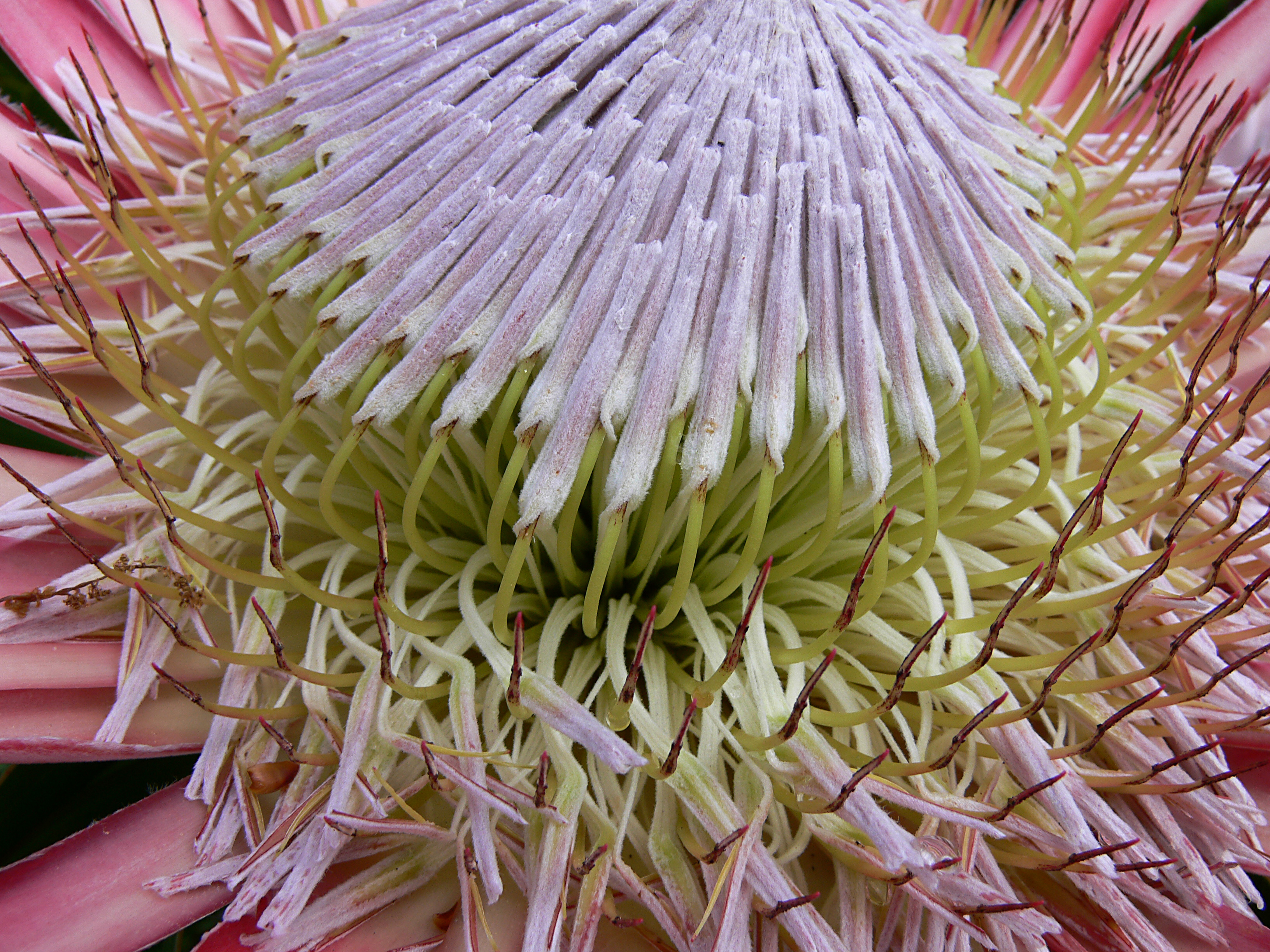
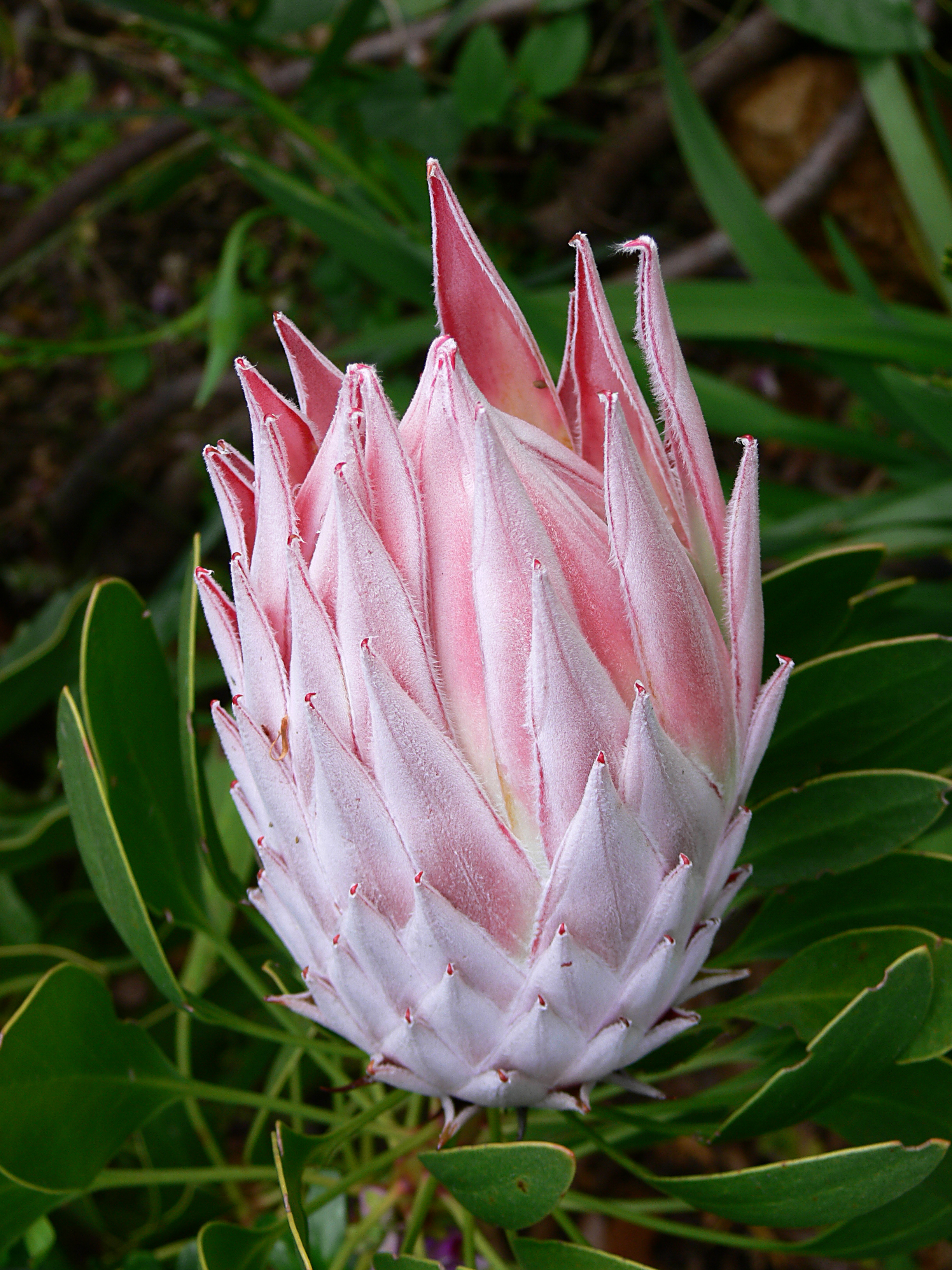
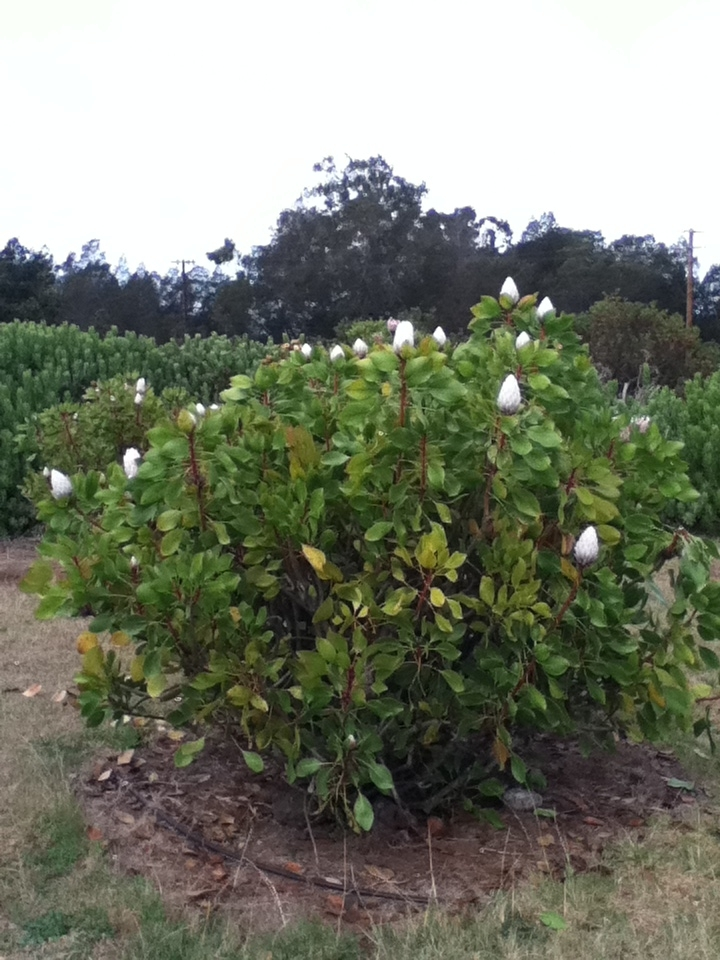
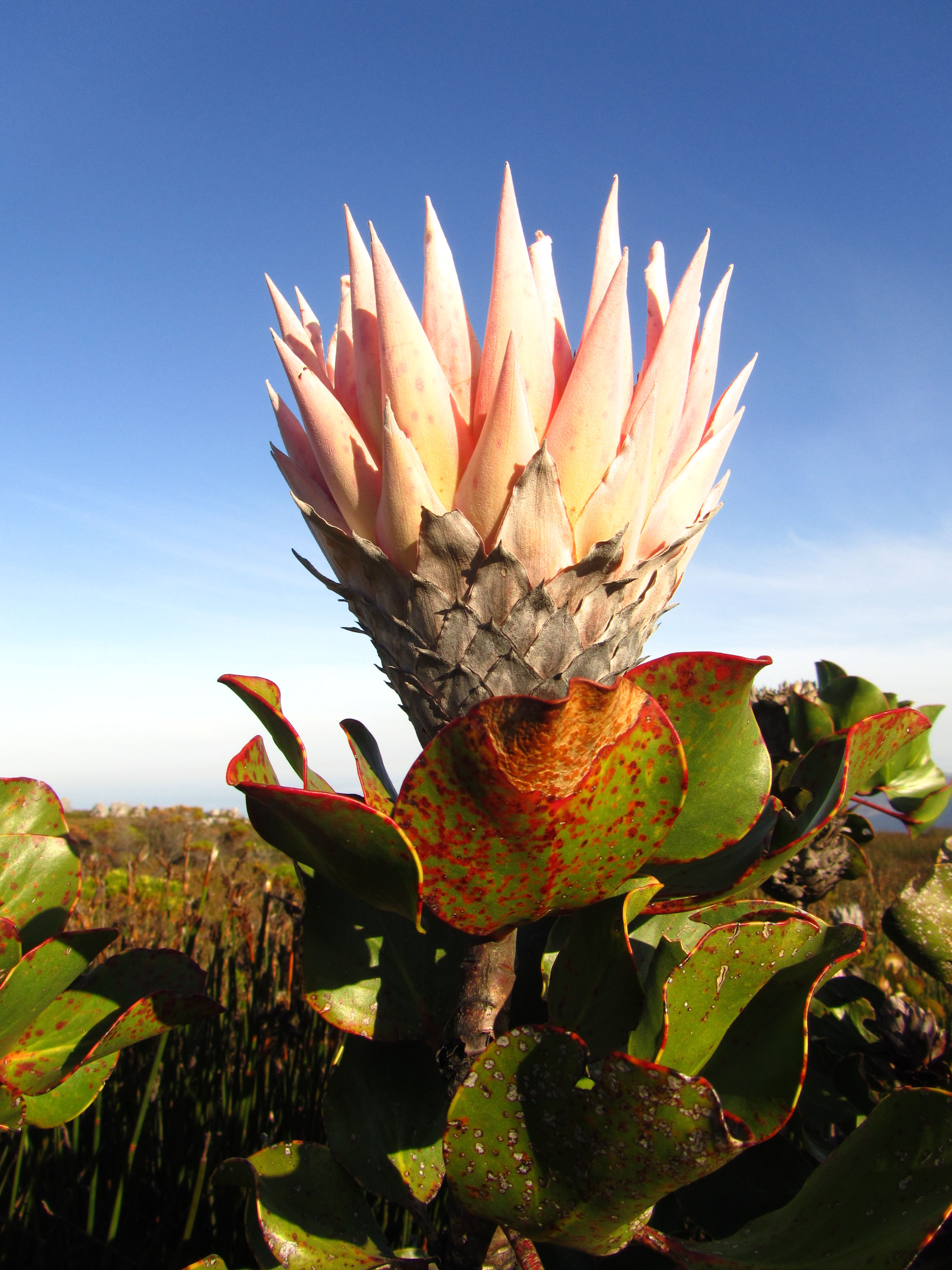
Pe Muntele Masă (Table Mountain), lângă punctul montan Mclear Beacon.